# 3-й гусарский полк (Франция)
3-й гусарский полк (фр. 3e régiment de hussards) — воинское формирование вооружённых сил Франции, ведущее историю с 1764 года. С 1990 года входит в состав Франко-германской бригады (часть Европейского корпуса). С 2011 года квартируется в Меце.

## История
Новый гусарский полк королевства был создан в 1764 году по инициативе министра иностранных дел Шуазёля. По его же рекомендациям первым командиром полка стал отличившийся в Семилетнюю войну и недавно произведённый в полковники французский дворянин венгерского происхождения граф Валентин Эстергази.
До введения нумерации французских соединений полк назывался по имени своего командира полком гусаров Эстергази. Это не был первый гусарский полк с таким названием. Ранее в 1735 году был создан одноимённый полк, но тот к 1764 году по имени очередного командира уже назывался полком гусаров Шамборана.
В ходе реформ Великой французской революции была в том числе введена постоянная нумерация частей и соединений армии вместо сменяющихся названий по имени командира. Полк стал 3-м гусарским полком (а его предшественник — 2-м гусарским полком). В периоды первой и второй Реставрации Бурбонов полк переименовывался («полк дофина» и «Мозельский полк» соответственно), но затем номерное название восстанавливали.
В период Второй империи 3-й гусарский полк некоторое время располагался в Алжире (1861—1865), затем был переведён на северо-восток Франции. В ходе Франко-прусской войны полк в крупных сражениях не участвовал, но несколько его эскадронов отличились при обороне фортов Биша.
В Первую мировую войну европейские армии вступили с наличием крупных кавалерийский формирований, однако кроме начального периода, кавалерия оказалась в целом бесполезной при установившейся позиционной войне, её состав использовался в спешенном строю. 3-й гусарский полк получил возможность отличиться в 1918 году в ходе второй битвы на Марне.
В межвоенный период 3-й гусарский полк дислоцировался в Страсбурге.
С началом Второй мировой войны по плану развёртывания 3-й гусарский полк должен был использоваться не как единая часть, но как отдельные приданные пехотным частям подразделения конной разведки и дозора (фр. Groupe de reconnaissance de division d’infanterie, GRDI). В соответствии с планом были сформированы 5 подразделений (16, 32, 46, 62, 94 GRDI). Эти подразделения участвовали во Французской кампании, закончившейся полным поражением Франции и подписанием капитуляции (по политическим соображением везде называемое перемирием, фр. armistice, ср. термин петровских времён армистиция).
По условиям Компьенского перемирия военные силы Французского государства («режим Виши») ограничивались 100 000 человек всех родов войск: без права иметь флот, танки, зенитную артиллерию и артиллерию крупных (свыше 75 мм) калибров. Все прочие формирования подлежали роспуску. Военные силы во французских колониях подлежали отдельным урегулированиям.
Новые военные силы получили название Армия перемирия (фр. Armée d'armistice, также «армия Виши»). Среди прежних формирований, которые правительство Петена решило сохранить, был и 3-й гусарский полк. Его эскадроны были вновь объединены, а местом дислокации выбран Монтобан, административный центр департамента Тарн и Гаронна.
Армия перемирия просуществовала до ноября 1942 года, когда в связи с высадкой союзных войск в Северной Африке немецким командованием было принято решение о превентивной полной оккупации Франции и ликвидации формально независимой французской армии. Операция «Антон» прошла без сопротивления со стороны Армии перемирия и была завершена в течение суток, 11 ноября 1942 года. Формально в этот день прекратил существование и 3-й гусарский полк. Однако ряд бывших военнослужащих полка позднее присоединились к силам сопротивления в департаменте Тарн и Гаронна, действуя в составе про-голлистской Armée Secrète (не путать с про-коммунистской FTP). Себя они называли «группа эскадронов 3-го гусарского полка FFI» (groupe d'escadrons du 3e régiment de hussards F.F.I.), что позднее в 1944-м дало им основание заявлять о непрерывной истории полка, который потом был не воссоздан, а просто развёрнут до штатной численности.
В «группе эскадронов 3-го гусарского полка» наиболее заметными лицами в Сопротивлении стали бывшие офицеры полка Гастон Дельпланк (Gaston Delplanque, подпольная кличка — Дюма) и Марсель Маркус (Marcel Marcus, подпольная кличка — Фирмин). Марсель Маркус, в должности командира эскадрона, погиб 18 октября 1944 года в окрестностях Тулузы, в его честь названа одна из улиц Монтобана (rue du Commandant Marcel Marcus). Гастон Дельпланк возглавил боевую группу «Дюма», после восстановления структуры полка в январе 1945 года стал командиром 4-го эскадрона, позднее — начальником штаба полка
.
В начале января 1945 года было произведено официальное восстановление 3-го гусарского полка до его штатной структуры и численности и включение в состав действующей французской армии.
С окончанием войны полк некоторое время располагался в Марокко, затем был возвращён в метрополию и размещён в Алансоне (1949—1955). В 1955 году полк был вновь отправлен в Северную Африку для действий против Марокканской освободительной армии. Год спустя, после признания Францией независимости Марокко, переброшен в Алжир, где находился вплоть до 1962 года.
В 1962 году после подписания Эвианских соглашений 3-й гусарский полк был возвращён во Францию, сначала в Касань, позднее переведён в Люневиль. На момент вывода из Алжира полк состоял на 10% из французов и на 90% из алжирских мусульман, служивших в полку по временным контрактам.
После переформирования в 1963 году 3-й гусарский полк был включён во Французские силы в Германии и переведён в Пфорцхайм, в прежней французской зоне оккупации Германии, где находился вплоть до 2011 года. Французские силы в Германии позднее стали 2-м армейским корпусом, в котором полк выполнял задачи подразделения разведки сначала 3-й бронетанковой дивизии корпуса, затем подразделения разведки корпусного подчинения.
В 1990 году 3-й гусарский полк был включён в состав Франко-германской бригады (часть Европейского корпуса). Входил в силы НАТО в Боснии и Герцеговине.
В 2011 году полк был выведен из Германии и дислоцирован в Меце. Командир полка с июня 2019 года — полковник Пьер Бикле (Pierre Biclet).